# Oum Avnadech
Oum Avnadech est une commune de Mauritanie située dans le département de Néma de la région de Hodh Ech Chargui.

## Géographie
C'est la deuxième plus importante commune du département par sa population.